# Katoličke Čaire
Katoličke Čaire is een plaats in de gemeente Kutina in de Kroatische provincie Sisak-Moslavina. De plaats telt 248 inwoners (2001).